# Râul Bota Mare
Râul Bota Mare este un curs de apă, afluent al râului Zăbrătău. 

## Hărți
- Harta județului Covasna